# Чорний орел (танк)
«Чо́рний оре́л» («Об'єкт 640») — російський проєкт перспективного основного бойового танка третього покоління, розробленого в 1990-х роках Омським конструкторським бюро транспортного машинобудування. Дослідний зразок вперше був продемонстрований у 1997 році і являв собою модифіковану ходову частину танка Т-80У зі встановленою на ній баштою нової конструкції. Надалі був створений дослідний зразок з баштою, яка була встановлена на семикаткове шасі. Серійно не випускався. Під час демонстрацій дослідних зразків танка на виставках башта танка завжди була вкрита щільною маскувальною сіткою.
У 2022 році, під час російського широкомасштабного вторгнення в Україну, помилково повідомлялося про знищення танка.[⇨]

## Конструкція

Головна конструкція

Шасі танка є модифікованим шасі Т-80У. Корпус подовжений, що дозволило значно посилити верхню лобову деталь і усунути ослаблену зону в районі перископів механіка-водія. Корпус танка поділений на три герметичних відсіки, які ізольовані один від одного вертикальними броньованими листами, які встановлені вздовж поздовжньої осі. У бічних відсіках розміщені паливні баки. У центральному відсіку розташоване відділення управління, пов'язане з бойовим відділенням. Місця для членів екіпажу розташовані в корпусі танка нижче рівня башти. Доступ до них здійснюється через люки командира і навідника в корпусі башти і люк механіка-водія в корпусі танка. Місця екіпажу обладнані регульованими сидіннями, мають два положення: похідне і бойовий. При перекладі сидінь в бойове положення екіпаж знаходиться нижче рівня погона башти. У похідному положенні навідник і командир танка розташовуються в корпусі і в башті.
З боку паливних відсіків вертикальні броньовані листи корпусу покриті плитами з протирадіаційного матеріалу, а з боку відділення управління і бойового відділення — плитами з протиосколкового матеріалу. Боєкомплект розташований в автоматі заряджання, встановленому в ніші башти і виконаному у вигляді знімного броньованого модуля з вибивним броньованими панелями, що спрацьовують у разі детонації. Башта зварена принципово нового типу. Виконана у вигляді двох симетрично рознесених броньових відсіків, жорстко закріплених на загальних підставах. Відсіки утворені рознесеними між собою і розташованими співвісно внутрішніми і зовнішніми бічними стінками, виконаними по передньому контуру в секторі від амбразури до поперечної осі башти у вигляді зрізаних пірамід.
Проєкт передбачав озброєння танка 125-мм гарматою, спареним з нею 7,62-мм кулеметом і дистанційною зенітною установкою з 12,7-мм кулеметом «Корд».
Танк передбачалося оснастити новим газотурбінним двигуном потужністю понад 1500 кінських сил, бойова маса повинна була складати 48 тонн. Таким чином, питома потужність танка перевищує 30 к.с./т і, як наслідок цього, динамічні характеристики «Об'єкту 640» повинні були значно перевершувати характеристики західних танків третього покоління, що мають питому потужність 20—25 к.с./т

## Перспективи проєкту
За заявами представників Міністерства оборони Російської Федерації, серійне виробництво перспективного танка «Об'єкт 640» не передбачено. Проте, рішення, відпрацьовані на даному зразку, послужать значним доробком для модернізації наявних танків.
Протягом багатьох років в засобах масової інформації з'являлися повідомлення про хід розробок і випробувань танка «Чорний орел», але жодних подробиць про терміни і плани випуску в серійне виробництво не повідомлялося. Однак 12 вересня 2009 тимчасовий виконувач обов'язків глави військово-наукового комітету бронетанкового озброєння і автомобільної техніки Міністерства оборони Російської Федерації полковник Володимир Войтов заявив, що танка «Чорний орел», званого бронемашиною четвертого або навіть п'ятого покоління і відомого також під назвою «Об'єкт 640», не існує.
28 квітня 2011 колишній перший заступник Головного автобронетанкового управління Міноборони Росії генерал-майор Юрій Коваленко повідомив, що напрацювання «Чорного орла» будуть використані в новому основному бойовому танку «Армата»

## Інциденти
20 березня 2022 року, під час російського широкомасштабного вторгнення в Україну, низка українських ЗМІ повідомила про знищення танка. Проте видання Мілітарний вказало на помилковість таких тверджень: на Сумщині було знищено танк Т-80У з комплексом активного захисту «Дрозд». Знищений російський танк Т-80У відрізняється від «Чорного орла» ходовою частиною: Т-80 має шість опорних котків, а «Об'єкт 640» має сім опорних котків.

## Джерело
- Gregory Fetter. Is a 140 mm Tank Cannon Needed? // Journal of Military Ordnance : журнал. — 1998. — Т. 8, № 4 (сентябрь). — С. 8.